# Nordic School of Public Health NHV

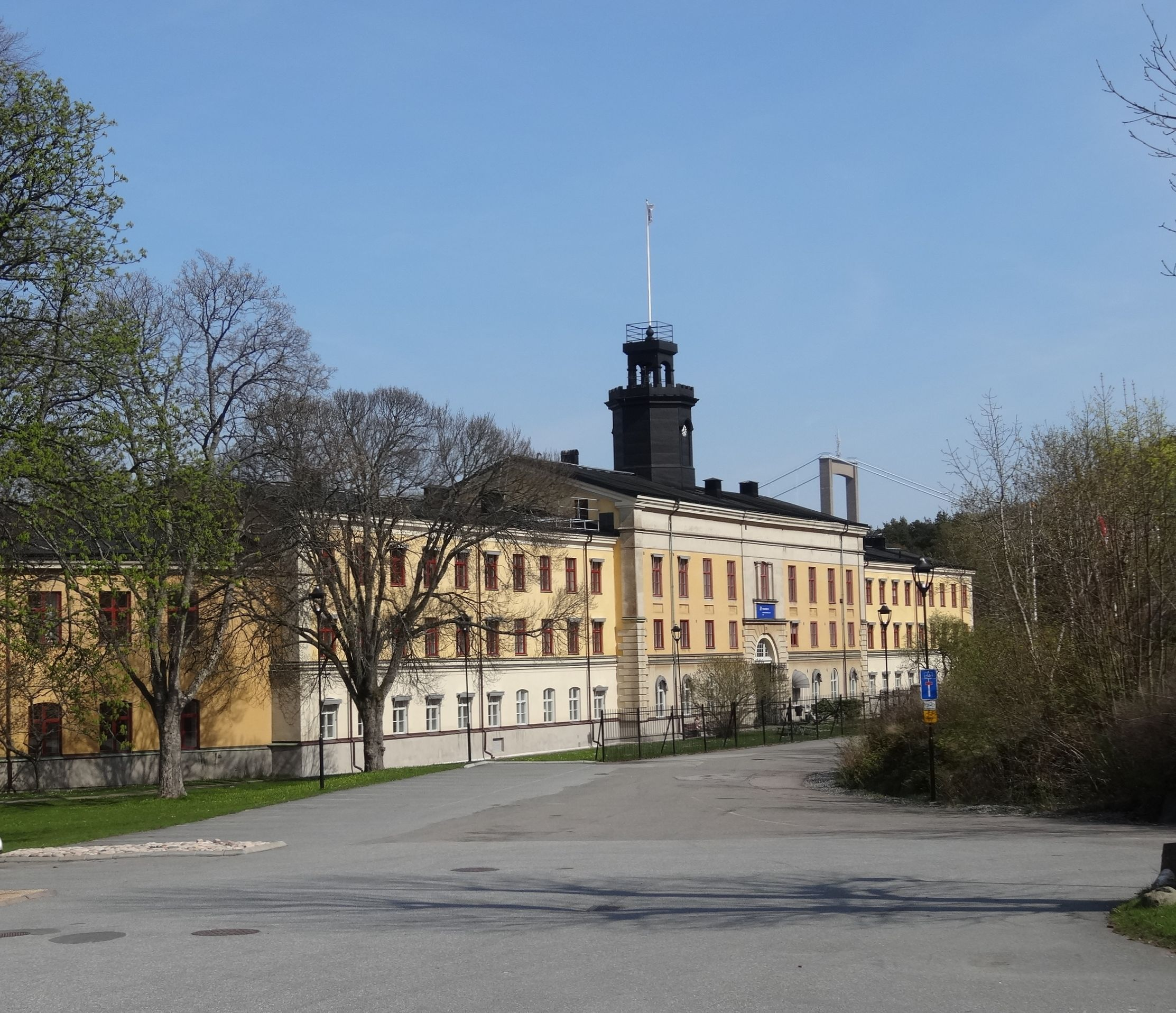
Huvudbyggnad av Nordiska hälsovårdshögskolan

Nordic School of Public Health NHV (NHV) var en högskola i Göteborg som hade Nordiska ministerrådet som huvudman. Skolan gick tidigare även under namnen Nordiska högskolan för folkhälsovetenskap och Nordiska hälsovårdshögskolan. Högskolan NHV bedrev folkhälsovetenskaplig forskning och utbildning under åren 1953-2014 och finansierades av de nordiska länderna
Danmark, Finland, Island, Norge och Sverige.
I juni 2013 fattade Nordiska ministerrådet beslutet att avveckla högskolan, som sedan upphörde 31 december 2014 som akademisk institution.
Högskolan var mellan 1987 och till dess nedläggning 2014 belägen på Nya Varvet.

## Forskning
Högskolan bedrev folkhälsovetenskaplig forskning och fungerade som
ett kunskapscentrum för myndigheter och övriga samhället. Kännetecknande för Högskolans forskning var stora gemensamma nordiska projekt och jämförande forskning.
Exempel på forskningsområden var epidemiologi, barnhälsovetenskap, hälso- och sjukvårdsadministration och management, health promotion, global hälsa, public mental health, läkemedelsepidemiologi, smittskydd/vårdhygien, universell design, migration och hälsa, funktionshinder och healthy ageing.

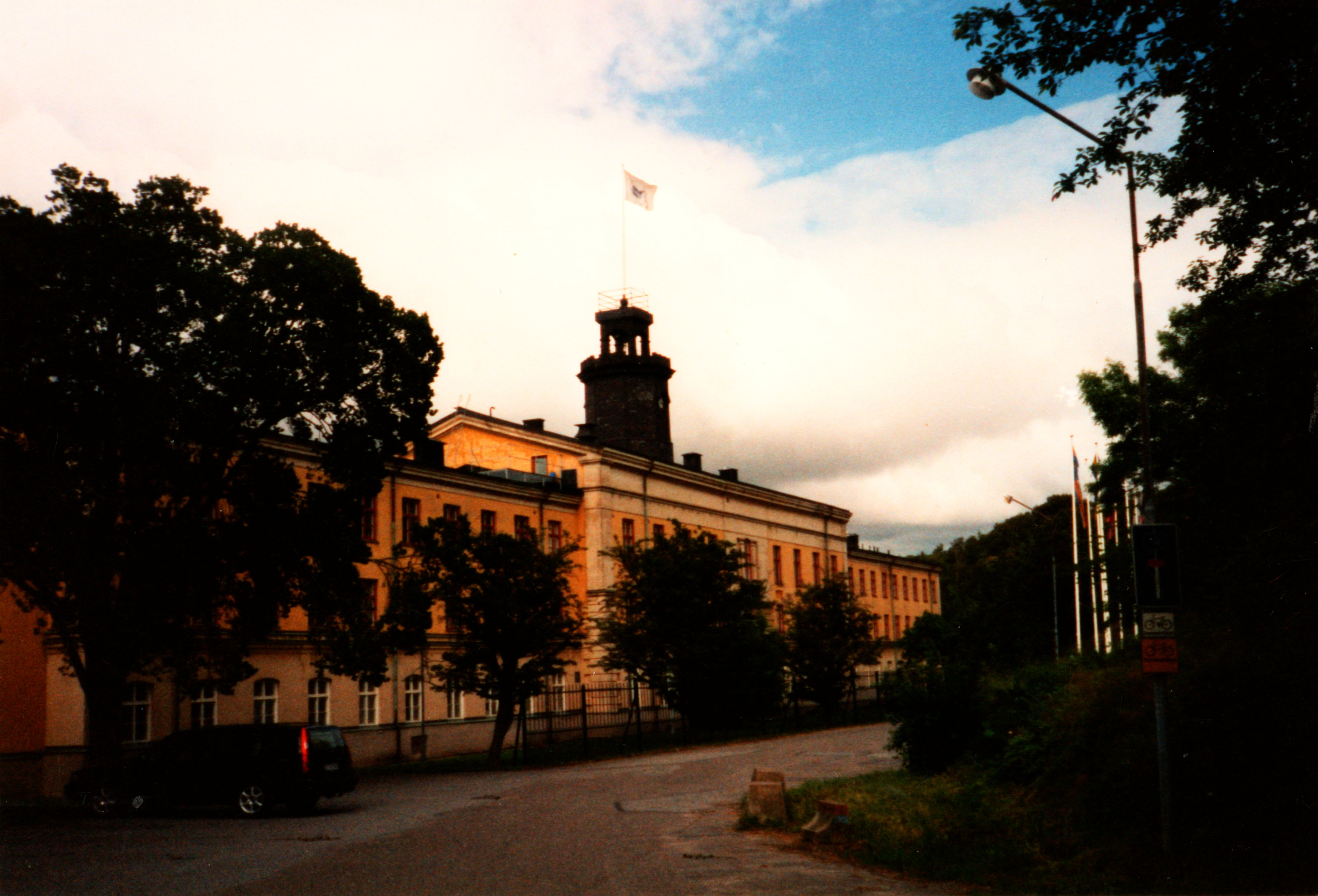
Nordiska Hälsovårdshögskolan 1990

## Utbildning
Högskolans utbildningar var: 
- Diplom i folkhälsovetenskap 60 ECTS med tre olika inriktningar (smittskydd/vårdhygien, allmän folkhälsovetenskap samt universell design)
- Master of Public Health (MPH) 75 ECTS och 120 ECTS
- Doctor of Public Health (DrPH) 240 ECTS
- Under 2000-2010 fanns också nivån Master of Science in Public Health (MScPH)

Utöver egna utbildningar drev högskolan uppdragsutbildningar, workshops, konferenser och nätverksträffar.